# Pelusios broadleyi
Espèce
Statut de conservation UICN

 VU D2 : Vulnérable
Pelusios broadleyi est une espèce de tortue de la famille des Pelomedusidae.

## Répartition
Cette espèce est endémique du Kenya. Elle se rencontre au sud du lac Turkana.

## Étymologie
Cette espèce est nommée en l'honneur de Donald George Broadley.

## Publication originale
- Bour, 1986 : Note sur Pelusios adansonii (Schweigger, 1812) et sur une nouvelle espece affine du Kenya (Chelonii, Pelomedusidae). Studia Geologica Salmanticensia, Studia Palaeocheloniologica, vol. 2, no 2, p. 23-54.